# Me estás quemando
"Me Estás Quemando" é uma canção interpretada pela atriz e cantora mexicana Lucero. Foi lançado em 20 de Março de 1994 como o segundo single do terceiro álbum de mariachi da artista, ¡Cariño de Mis Cariños!, pela Melody Records.

## Informações
"Me Estás Quemando" tem duração de dois minutos e três segundos e foi escrito por Rafael Buendía. A canção foi uma das seis inéditas do álbum e acabou alcançando a 22ª posição na Hot Latin Songs. O videoclipe da canção foi gravada em preto e branco e contou com a participação de atores que atuaram com Lucero nas novelas Cuándo Llega el Amor de 1989 e Los Parientes Pobres de 1993.

## Interpretações ao vivo
Em 1994, Lucero interpretou a canção durante os programas Siempre en Domingo e En Vivo. Em 1996, interpretou a canção em um dos capítulos da novela Lazos de Amor e em 1999, interpretou durante sua apresentação na Plaza de Toros. Posteriormente, esta apresentação foi lançada no álbum ao vivo Un Lucero en la México. 

## Formato e duração
- LP / 7" single / CD single

1. "Me Estás Quemando" – 2:03

- 45 rpm / 7" single / single promocional / CD single

1. "Me Estás Quemando" – 2:03
2. "Te Acordarás de Mí" – 3:24

## Charts
| Chart (1994)    | Posição |
| --------------- | ------- |
| Hot Latin Songs | 22      |
| México          | 11      |

## Histórico de lançamentos
| País   | Data                | Formato                                          | Gravadora      |
| ------ | ------------------- | ------------------------------------------------ | -------------- |
| México | 20 de Abril de 1994 | LP 45 rpm 7" single single promocional CD single | Melody Records |